# Полски комитет за национално освобождение
Полският комитет за национално освобождение (на полски: Polski Komitet Wyzwolenia Narodowego) е просъветско временно правителство в Полша в края на Втората световна война.
Създаден на 22 юли 1944 година в Хелм и установил се малко по-късно в Люблин, комитетът е доминиран от комунистическата Полска работническа партия и е председателстван от социалиста Едвард Осубка-Моравски. Той е създаден от съветските власти като алтернатива на международно признатото правителство на Полша в изгнание и получава от тях контрол над част от завзетите от Съюзниците полски територии. На 31 декември 1944 година комитетът е преобразуван във Временно правителство на Република Полша.